# Rozmarná plovárna

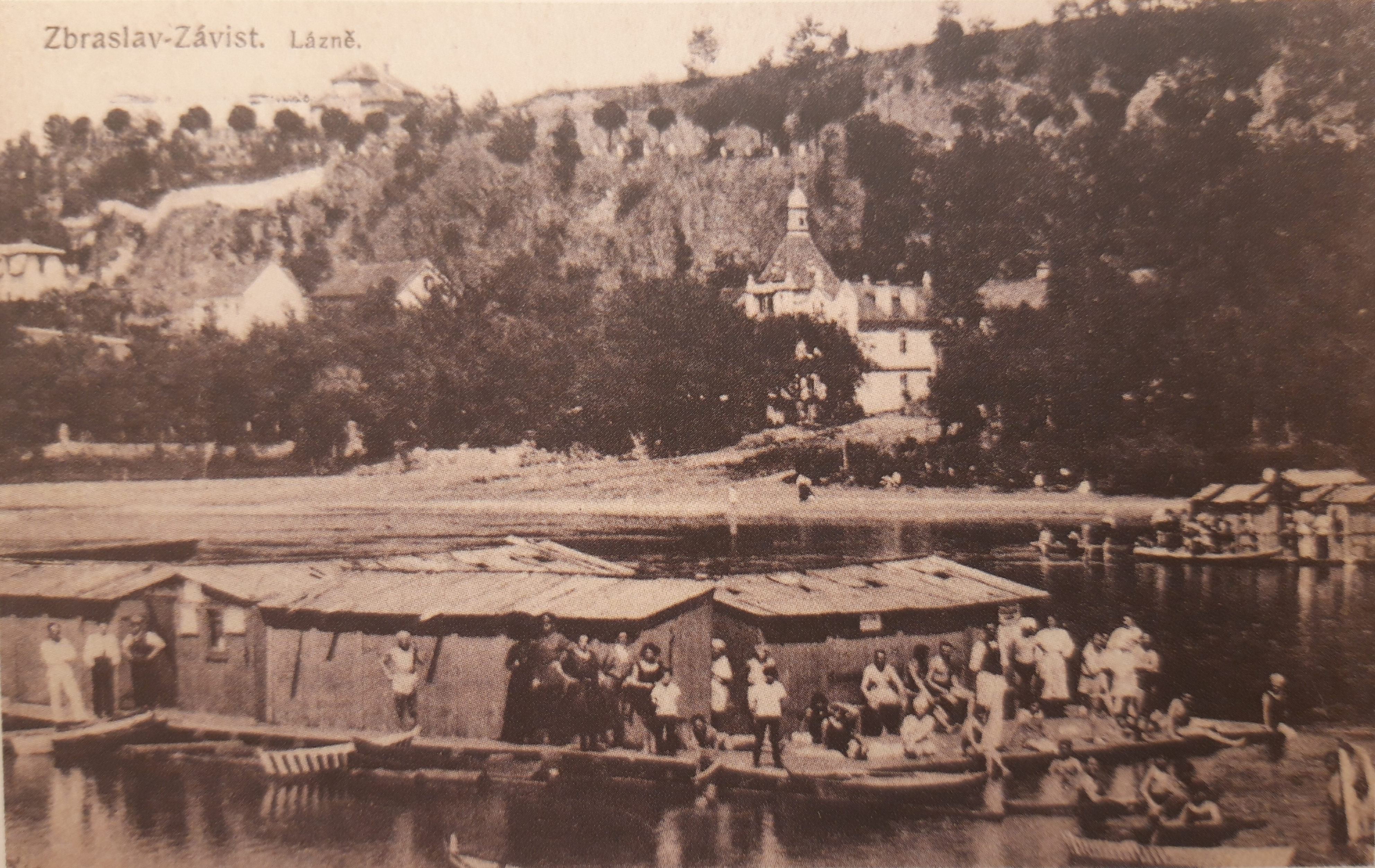
Zbraslav, říční lázně za dob první republiky, pohlednice, 1921

Rozmarná plovárna je společenská akce pořádaná Okrašlovacím spolkem Zbraslav od roku 2015. Koná se poslední den letních prázdnin. Odehrává se na Závisti, pravobřežní části Zbraslavi, na místě původních říčních lázní na pravém břehu řeky Vltavy. Tematickou inspirací Rozmarné plovárny je stěžejní dílo Vladislava Vančury – Rozmarné léto.
Rozmarné léto napsal Vladislav Vančura během života na Zbraslavi, kdy zde působil jako lékař. Jeho hlavní inspirací pro vznik tohoto románu byla zbraslavská prvorepubliková plovárna a její návštěvníci, na což se snaží Rozmarná plovárna navázat.

## Cíl, inspirace
Cílem této akce je přivést veřejnost zpět k břehům Vltavy, pozdvihnout historický odkaz Vladislava Vančury jakožto člověka, který zde žil, a také samotného Rozmarného léta. Zároveň posilovat u lidí pocit sounáležitosti s tímto historickým místem a také tímto happeningem obnovit plavání v řece Vltavě na území Zbraslavi.
Vladislav Vančura se při psaní Rozmarného léta neinspiroval pouze místem prvorepublikové plovárny, ale také návštěvníky a majiteli. Například v knize se vyskytující plovárník Antonín Důra opravdu existoval, pouze pod jménem Šůra. Potomci pana Šůry se Rozmarné plovárny každý rok účastní.

## Program
Základním bodem programu Rozmarné plovárny je společné koupání účastníků ve Vltavě, stejně jako tomu bylo v románu. Většina plavců plave v historizujících  koupacích oblecích. Během této akce bývá zbraslavskými ochotníky dramaticky zinscenována část Rozmarného léta. Program akce zahrnuje vždy dětské hry, známe v období první republiky a zábavu pro všechny věkové kategorie.
Ku příležitosti každoročně pořádané Rozmarné plovárny jsou vydávány pamětní pohlednice, placky, tašky a jiné atributy.

## Povodně
Kulisy pro Rozmarnou plovárnu se staví každý rok pouze pro tuto příležitost, ačkoliv na Zbraslavi byly tendence postavit zde plovárnu natrvalo. To ale není v této lokalitě možné a to především v souvislosti s protipovodňovými opatřeními nastolenými převážně po ničivých povodních v roce 2002 a 2013.